# Stan stacjonarny (fizyka)

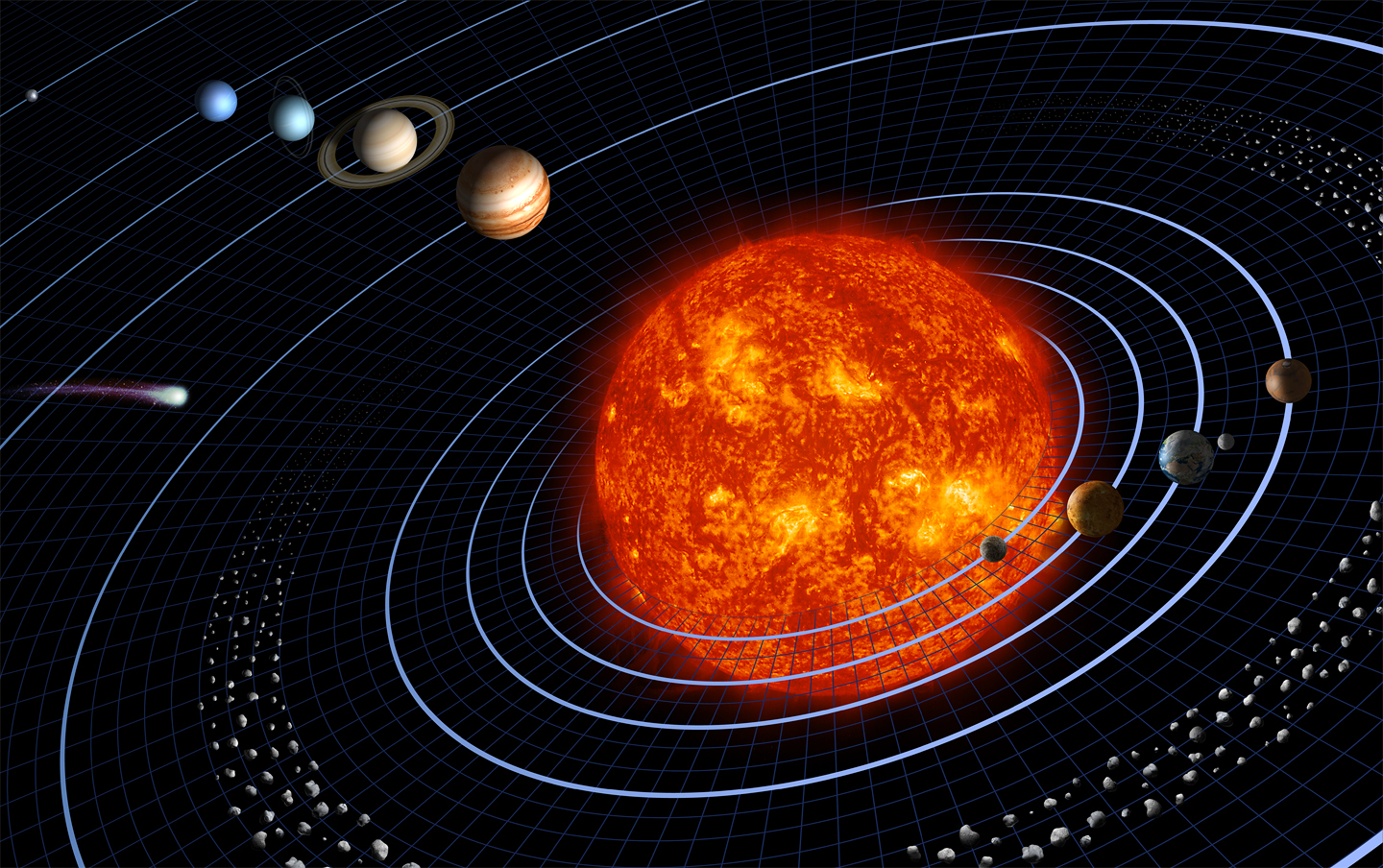
Układ planet razem ze Słońcem i kometami stanowi przykład układu w stanie stacjonarnym: sumaryczna energia mechaniczna układu nie ulega zmianie mimo np. oddziaływania grawitacyjnego planet i komet ze Słońcem oraz ze sobą (jest to słuszne w przybliżeniu, przy pominięciu promieniowania Słońca, emisji wiatru słonecznego itp.)

Stan stacjonarny – stan układu, którego całkowita energia nie zmienia się z upływem czasu. Układ w stanie stacjonarnym jest izolowany od otoczenia albo oddziałuje z otoczeniem, ale siła oddziaływania jest siłą zachowawczą. Układ, który podlega działaniu sił niezachowawczych, tj. sił dyssypatywnych (siły tarcia, opory ruchu) lub sił wymuszających ruch (np. zwiększających prędkość ciała niezależnie od toru ruchu), nie ma stałej energii (traci lub zyskuje energię) i dlatego nie jest w stanie stacjonarnym.
W mechanice kwantowej, jeżeli układ ma stałą energię, to rozkład prawdopodobieństwa funkcji falowej nie zmienia się z upływem czasu; stan taki jest stanem własnym operatora Hamiltona (operatora energii całkowitej), którego wartość oczekiwana również jest stała w czasie, zaś jej nieoznaczoność wynosi zero. Ten ostatni wynik, zgodnie z zasadą nieoznaczoności, prowadzi do wniosku o nieskończonym czasie trwania takiego stanu.
Z punktu widzenia mechaniki kwantowej, stany uważane za stacjonarne w mechanice klasycznej (np. ruchy planet) są de facto superpozycjami stanów własnych operatora Hamiltona, których energie leżą bardzo blisko średniej energii; związana z tym nieoznaczoność energii stanów klasycznych jest poniżej możliwości doświadczalnego jej zmierzenia (patrz: Średnie energia i położenie układu kwantowego).

## Stan stacjonarny w fizyce klasycznej

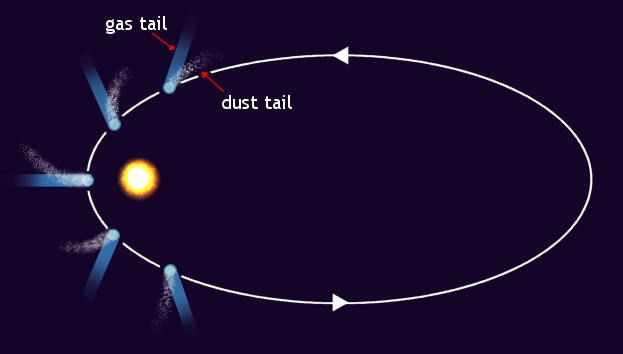
Słońce – kometa stanowią układ o stałej energii całkowitej, mimo to energia kinetyczna komety i energia potencjalna oddziaływania grawitacyjnego komety ze Słońcem cyklicznie zmieniają się: gdy kometa oddala się od Słońca, to rośnie energia potencjalna układu Słońce – kometa, a maleje energia kinetyczna komety; w trakcie zbliżania się komety do Słońca jest odwrotnie

W fizyce klasycznej stan stacjonarny – to stan układu, którego całkowita energia nie {\displaystyle E} zmienia się z upływem czasu. Układy takie nazywa się układami zachowawczymi, czyli:
{\displaystyle {\frac {dE}{dt}}=0.}
Mimo to poszczególne składowe energii całkowitej układu mogą zmieniać się, np. energia kinetyczna poszczególnych składników układu, jak i suma energii potencjalnych oddziaływań między poszczególnymi składnikami układu mogą zmieniać się. Układ fizyczny ma stałą energię całkowitą, jeżeli jest układem całkowicie odizolowanym od innych układów lub też oddziałuje z otoczeniem poprzez siły zachowawcze. Według mechaniki klasycznej do takich sił należą np. siły grawitacyjne czy siły pola magnetycznego. Układ w takiej sytuacji mógłby nieustannie poruszać sięs. xxx. Np. planety krążą wokół Słońca od miliardów lat, czy też gwiazdy Naszej Galaktyki poruszają się od miliardów lat wokół jej centrum.
Inne układy – w szczególności te, które spotykamy na Ziemi – można traktować jako układy o stałej energii całkowitej w pewnym przybliżeniu. Np. możemy uznać, że wahadło ma stałą energię, gdy opory ruchu są niewielkie w stosunku do siły grawitacji, wprawiającej wahadło do drgań. Wahadło takie może wykonać wiele oscylacji (np. umieszczone pojemniku próżniowym w celu wyeliminowania oporów powietrza). Opis ruchu ciała w stanie stacjonarnym jest prostszy – stąd użyteczność takiego przybliżenia, gdy jest ono uzasadnione. Np. ruch wahadła w stanie stacjonarnym wymaga rozwiązania prostego równania oscylatora harmonicznego. W innych sytuacjach, gdy siły oporu są duże lub na układ działa siła zewnętrzna wymuszająca ruch (np. podmuchy wiatru), to układ trzeba opisać równaniami uzupełnionymi o dodatkowe człony, odpowiedzialne za siły niezachowawcze.

## Stan stacjonarny w fizyce kwantowej
W teorii kwantowej stan stacjonarny jest rozumiany dokładnie tak samo, jak w mechanice klasycznej, tzn. jako stan, w którym całkowita energia układu nie ulega zmianie w czasie, czyli:
{\displaystyle {\frac {dE}{dt}}=0,}
mimo że energia kinetyczna i potencjalna układu mogą zmieniać się. Różnica polega na tym, że układy rozpatrywane w mechanice kwantowej są układami mikroskopowymi. Np. drgania cząsteczki gazu HCl można traktować jako drgania układu izolowanego – analogicznie jak np. drgania ciała na sprężynie w klasycznej fizyce – chociaż do uzyskania zgodności opisu teoretycznego z pomiarami trzeba użyć równania Schrödingera zamiast równań Newtona. Ponadto stan układu nie jest określony za pomocą trajektorii, ale rozwiązaniem równania Schrödingera jest funkcja falowa, która pozwala określić jedynie prawdopodobieństwa znalezienia układu w różnych możliwych stanach w danej chwili.

### Równania Schrödingera układów zachowawczych
Jeżeli układ kwantowy jest izolowany od otoczenia lub otoczenie oddziałuje na niego, ale tak, że siły oddziaływań są zachowawcze, to energia całkowita {\displaystyle E} układu nie ulega zmianie w czasie. Układy takie nazywa się zachowawczymi.
Według mechaniki klasycznej układ zachowawczy posiada ściśle określoną energię. Według mechaniki kwantowej jest inaczej: energia średnia jest ściśle określona, ale stan energii układu nie jest dokładnie określony. Aby to pokazać, trzeba rozwiązać ogólne równanie Schrödingera
{\displaystyle \left[-{\frac {\hbar ^{2}}{2m}}\nabla ^{2}+V(r)\right]\Psi (r,t)=i\hbar {\frac {\partial }{\partial t}}\Psi (r,t),}
gdzie:
{\displaystyle r} – wektor położenia układu w przestrzeni konfiguracyjnej (dla pojedynczej cząstki wektor ten jest wektorem położenia w przestrzeni rzeczywistej),
{\displaystyle V(r)} – energia potencjalna układu niezależna od czasu.
Niezależności od czasu jest tu istotna. (Nie można jej przyjąć w przypadku, gdy układ znajduje się w polu sił niezachowawczych – wtedy wielkość {\displaystyle V} zależy od czasu, {\displaystyle V(r,t);} wtedy poniższe rozważania nie są słuszne).
Z teorii równań różniczkowych wynika, że równanie to ma rozwiązania w postaci
{\displaystyle \Psi (r,t)=e^{-i{\frac {E}{\hbar }}t}\,\psi (r),}
gdzie {\displaystyle E} jest pewną stałą mającą sens energii całkowitej układu. Wstawiając tę postać rozwiązania do równania Schrödingera, otrzymuje się – po skróceniu obu stron równania przez czynnik {\displaystyle e^{-i{\frac {E}{\hbar }}t}} – równanie Schrödingera niezależne od czasu
{\displaystyle \left[-{\frac {\hbar ^{2}}{2m}}\nabla ^{2}+V(r)\right]=i\hbar {\frac {\partial }{\partial t}}\psi (r).}
Równanie to jest łatwiejsze do rozwiązania niż równanie ogólne. Można je zapisać w postaci symbolicznej
{\displaystyle {\hat {H}}\psi (r)=E\psi (r),}
gdzie wielkość {\displaystyle {\hat {H}}=-{\frac {\hbar ^{2}}{2m}}\nabla ^{2}+V(r)} jest nazywana operatorem Hamiltona.
Z powyższej postaci równania Schrödingera widać, że jego rozwiązanie polega na rozwiązaniu tzw. zagadnienia własnego dla operatora Hamiltona. Otrzymane stąd wartości energii {\displaystyle E} i odpowiadające im funkcje {\displaystyle \psi (r)} nazywa się odpowiednio energiami własnymi i funkcjami własnymi operatora {\displaystyle {\hat {H}}.}
Przy tym różne rozwiązania na energię {\displaystyle E} oraz stany własne {\displaystyle \psi (r)} hamiltonianu otrzymuje się w zależności od postaci funkcyjnej energii potencjalnej {\displaystyle V(r),} które dobiera się odpowiednio do rozpatrywanego układu kwantowego. (Przekierowania do konkretnych przykładów wymieniono w sekcji Zobacz też).
Jeżeli układ kwantowy ma całkowitą energię mniejszą od zera (tzw. układ związany), to otrzymane w rozwiązaniu równania Schrödingera energie przyjmują dyskretne wartości
{\displaystyle E_{i},\quad i=0,1,\dots }
Odpowiadające im stany własne hamiltonianu oznacza się jako {\displaystyle \psi _{i}(r),\quad i=0,1,\dots }

### Stan ogólny zachowawczego układu kwantowego
Rozwiązanie ogólnego równania Schrödingera odpowiadającego energii {\displaystyle E_{i}} ma więc postać
{\displaystyle \Psi _{i}(r,t)=e^{-iE_{i}/\hbar \cdot t}\psi _{i}(r).}
Ponieważ równanie Schrödingera jest równaniem liniowym, to jego ogólne rozwiązanie jest superpozycją (sumą) powyższych rozwiązań, mnożonych przez niezależne od {\displaystyle r,t} współczynniki zespolone {\displaystyle c_{i}} s.248
{\displaystyle \Psi (r,t)=\sum _{i}c_{i}\,e^{-iE_{i}/\hbar \cdot t}\psi _{i}(r).}

### Rozkłady prawdopodobieństw stanów kwantowych
W zależności od tego, jak układ kwantowy został przygotowany, odróżnia się dwie sytuacje.

#### Stany stacjonarne

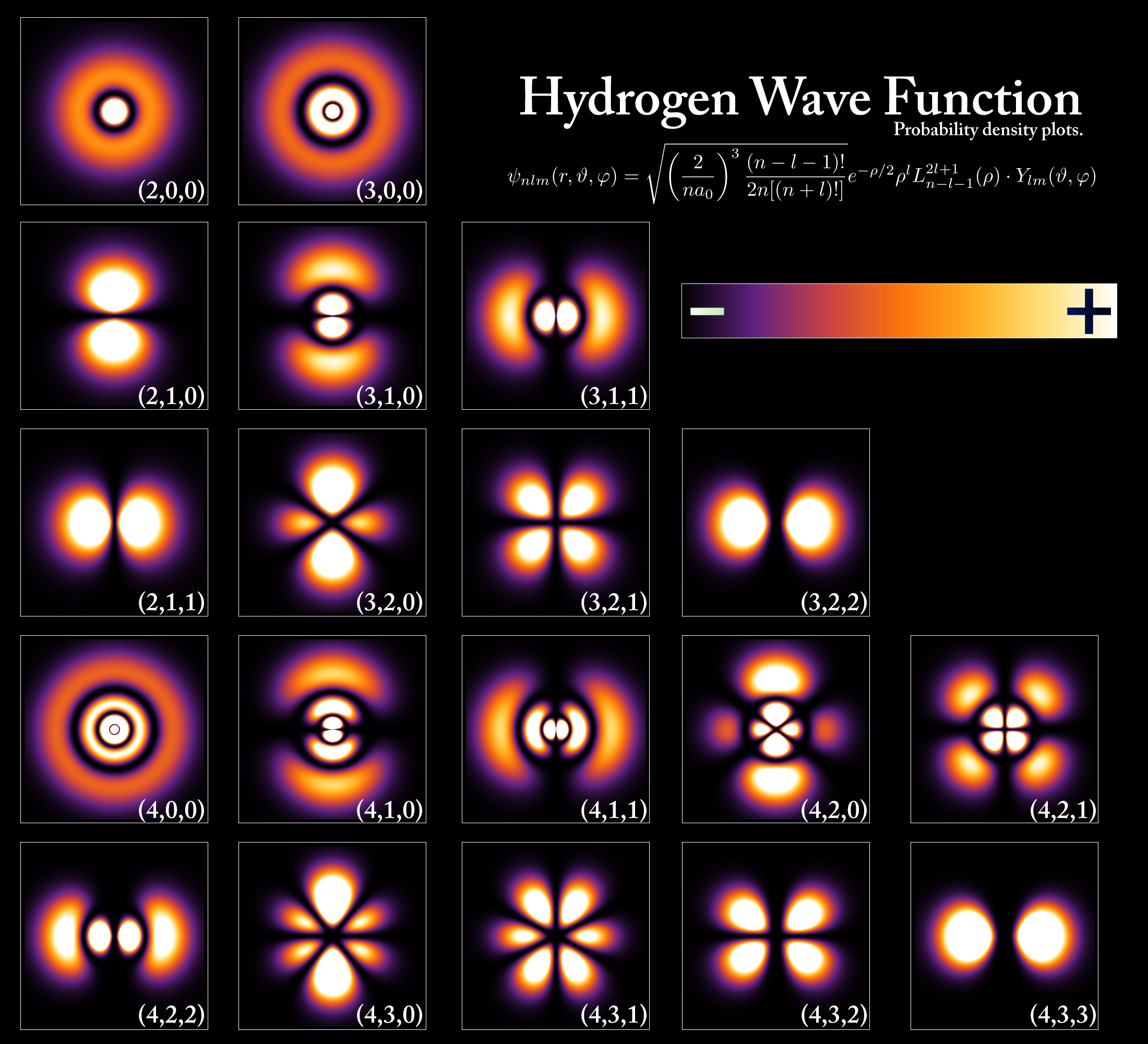
Rozkłady prawdopodobieństwa znajdowania się elektronu w różnych położeniach w atomie wodoru w stanach stacjonarnych

Jeżeli układ w chwili {\displaystyle t=0} przygotowano w stanie własnym energii {\displaystyle E_{i},}
{\displaystyle \Psi _{i}(r,t)=e^{-iE_{i}/\hbar \cdot t}\psi _{i}(r),}
to rozkład prawdopodobieństwa dla takiego stanu jest niezależny od czasu
{\displaystyle P(r)=|\Psi (r,t)|^{2}=|\psi _{i}(r)|^{2}.}
Taki stan nazywa się stanem stacjonarnym.

#### Stany niestacjonarne
Jeżeli układ w chwili {\displaystyle t=0} przygotowano w stanie superpozycji stanów własnych hamiltonianu
{\displaystyle \Psi (r,t)=\sum _{i}c_{i}\,e^{-iE_{i}/\hbar \cdot t}\psi _{i}(r),}
to rozkład prawdopodobieństwa dla takiego stanu zmienia się w czasie. Aby to pokazać przyjmijmy dla prostoty zapisu, że funkcja falowa jest superpozycją trzech stanów własnych hamiltonianu
{\displaystyle \Psi (r,t)=c_{1}e^{-iE_{1}/\hbar \cdot t}\psi _{1}(r)+c_{2}e^{-iE_{2}/\hbar \cdot t}\psi _{2}(r)+c_{3}e^{-iE_{3}/\hbar \cdot t}\psi _{3}(r).}
Otrzymane stąd prawdopodobieństwo ma postać
{\displaystyle P(r,t)=|\Psi (r,t)|^{2}=\ldots +c_{1}c_{2}e^{-i(E_{1}-E_{2})/\hbar \cdot t}\psi _{1}(r)\psi _{2}(r)^{*}+\dots }
Widać, że występują czynniki oscylujące z częstotliwościami
{\displaystyle (E_{1}-E_{2})/\hbar ,}
{\displaystyle (E_{2}-E_{3})/\hbar ,}
{\displaystyle (E_{1}-E_{3})/\hbar .}

Trzy przykładowe stany oscylatora kwantowego obliczone z równanie Schrödingera. Z lewej: Część rzeczywista (kolor niebieski) i część urojona (kolor czerwony) funkcji falowych Z prawej: Rozkłady prawdopodobieństwa znalezienia cząstki w zależności od położenia odpowiadające tym funkcjom falowym. Dwa górne rzędy pokazują stany stacjonarne – tworzą je funkcje falowe mające postać fal stojących, a odpowiadające im rozkłady prawdopodobieństwa są stałe w czasie; stany te są funkcjami własnymi hamiltonianu. Dolny rząd pokazuje stan niestacjonarny: jest on superpozycją dwu stanów własnych hamiltonianu; rozkład prawdopodobieństwa zmienia się w czasie.

Częstotliwości oscylacji prawdopodobieństwa odpowiadają częstotliwościom promieniowania, jakie układ może emitować lub absorbować. Faktycznie obserwuje się zjawisko promieniowania przez atomy czy cząsteczki. Gdyby jednak układ nie oddziaływał z otoczeniem, jak to zakładaliśmy dotąd (przyjmując np. niezależność od czasu potencjału {\displaystyle V(r)}), to nigdy nie nastąpiłaby emisja czy absorpcja energii. Żaden układ nie jest jednak idealnie odizolowany od otoczenia, lecz oddziałuje z nim, co powoduje, że potencjał zależy od czasu. Rozwiązanie równania Schrödingera z potencjałem zależnym od czasu jest na ogół trudnym zagadnieniem. Dlatego upraszcza się obliczenia: zaniedbuje się perturbacje (zaburzenia) stanu układu wnoszone przez oddziaływanie z otoczeniem, co pozwala założyć, że hamiltonian układu nie zależy od czasu. Wtedy zamiast ogólnego równania Schrödingera mamy równania bez czasu. W ten sposób np. Schrödinger wyznaczył stany stacjonarne gazowego wodoru (zobacz schemat wyżej). Taką samą metodę stosuje się do innych układów (zobacz stany stacjonarne oscylatora kwantowego), jeżeli można przyjąć, że słabo oddziałują z otoczeniem.
Mówienie o stanach stacjonarnych układów kwantowych jest więc użyteczną idealizacją. Rzeczywiście stacjonarnym stanem układu jest stan podstawowy. Stany wzbudzone (o energii wyższej od stanu podstawowego) ulegają z upływem czasu przejściom do stanów o niższej energii na skutek istniejącego oddziaływania z otoczeniem.

### Średnie energia i położenie układu kwantowego
W rozdziale tym zostanie pokazane podobieństwo między układem kwantowym nie oddziałującym z otoczeniem a układem klasycznym w stanie stacjonarnym. Dla prostoty ograniczymy się do przypadku układu opisanego 1-wymiarową funkcją falową.
Jeżeli układ kwantowy nie oddziałuje z otoczeniem, to jego stan jest superpozycją stanów własnych operatora Hamiltona:
{\displaystyle \Psi (x,t)=\sum _{i}c_{i}\,e^{-iE_{i}/\hbar \cdot t}\psi _{i}(x),}
gdzie {\displaystyle E_{i}} są wartościami energii, jakie układ może posiadać, {\displaystyle c_{i}} są liczbami rzeczywistymi o wartościach zależnych od sposobu przygotowania układu w stanie superpozycji. Jeżeli stan {\displaystyle \Psi (x,t)} jest unormowany do 1, to kwadrat modułu współczynnika stojącego przy stanie {\displaystyle \psi _{i}(x)} mają sens prawdopodobieństwa, że pomiar energii układu da wartość {\displaystyle E_{i}{:}}
{\displaystyle P(E_{i})=|c_{i}\,e^{-iE_{i}/\hbar \cdot t}|^{2}.}
Formalizm mechaniki kwantowej nie przypisuje więc układowi w stanie superpozycji żadnej konkretnej wartości energii. Energia ta jest określona z pewną nieoznaczonością. Jednak średnia wartość energii układu kwantowego jest ściśle określona:
{\displaystyle \langle E(t)\rangle =\sum _{i}P(E_{i})E_{i},}
co daje
{\displaystyle \langle E(t)\rangle =\sum _{i}|c_{i}\,e^{-iE_{i}/\hbar \cdot t}|^{2}\,E_{i}=\sum _{i}c_{i}^{2}\,E_{i}.}
Widać, że wartość ta jest stała, niezależna od czasu. Istnieje tu pewna analogia do klasycznego układu w stanie stacjonarnym, który posiada ściśle określoną energię.
W poprzednim rozdziale zostało pokazane, że rozkład prawdopodobieństwa stanu będącego superpozycją stanów zmienia się w czasie. Pokażemy, że zmienia się także średnie położenie układu.
Średnie położenie w chwili {\displaystyle t} można obliczyć ze wzoru
{\displaystyle \langle x(t)\rangle =\int _{-\infty }^{+\infty }xP(x,t))\,dx,}
gdzie {\displaystyle P(x,t))=|\Psi (x,t)|^{2}} jest rozkładem prawdopodobieństwa w chwili {\displaystyle t.} (Analogicznie liczy się średnie położenie dla układu o większej liczbie stopni swobody).
Np. prawdopodobieństwo {\displaystyle P(x,t)=|\Psi _{N}(t)|^{2}} oscylatora kwantowego (zobacz schemat pokazany wyżej) przemieszcza się w czasie, a tym samym średnie położenie układu kwantowego porusza się po ściśle określonej trajektorii. Ruch ten przypomina ruchu układu klasycznego. W odróżnieniu od układu klasycznego położenie układu kwantowego jest określone z pewną nieoznaczonością. Z punktu widzenia mechaniki kwantowej stany uważane za stacjonarne w mechanice klasycznej (np. ruchy planet), odbywające się po ściśle trajektorii, muszą więc być superpozycjami stanów własnych operatora Hamiltona; energie tych stanów leżą bardzo blisko średniej energii; dlatego nieoznaczoność energii stanów klasycznych jest poniżej możliwości doświadczalnego jej zmierzenia.